# Edwin Bustíos Saavedra
Edwin Alfredo Bustíos Saavedra (Huanta, Perú; 21 de febrero de 1966),  es un  economista y político peruano. 
Alcalde de la Provincia de Huanta. 

## Biografía
Edwin Bustíos es hermano del periodista Hugo Bustíos Saavedra, asesinado un 24 de noviembre de 1988. Hizo sus estudios primarios en la Escuela Primaria San Ramón y los secundarios en el Colegio Gonzáles Vigil.    Estudió Economía en la Universidad Nacional San Cristóbal de Huamanga, entre 1985 y 1993, siendo docente de la misma entre los años 2005 y 2007.
Se inicia su  actuación política el año 2004 fundando el Movimiento Qatun Tarpuy, postulando como candidato de dicho movimiento a la Alcaldía de la Municipalidad Provincial de Huanta, ganando la elección para el período 2007-2010. En las elecciones regionales y municipales del Perú de 2010 se presenta a la reelección, siendo considerado uno de los mejores alcaldes de la provincia de Huanta.